# Aninoasa (Hunedoara)
Pour les articles homonymes, voir Aninoasa.
Aninoasa est une ville du județ de Hunedoara, en Transylvanie (Roumanie). La plus grande partie de la ville est construite autour du ruisseau Aninoasa et est traversée par la rivière Jiu.
La ville est située dans la vallée Jiu (en), qui est un dépôt de charbon.

## Histoire
Aninoasa est la plus vieille ville du județ. On souligne son existence dès 1453.